# Saint-Yvoine
Saint-Yvoine település Franciaországban, Puy-de-Dôme megyében. Lakosainak száma 555 fő (2022. január 1.). Saint-Yvoine Chadeleuf, Issoire, Orbeil, Pardines, Sauvagnat-Sainte-Marthe és Yronde-et-Buron községekkel határos.

## Népesség
A település népessége az elmúlt években az alábbi módon változott:
| Lakosok száma | 560  | 580  | 600  | 595  | 605  | 608  | 590  | 572  | 555  |
|               | 2013 | 2015 | 2016 | 2017 | 2018 | 2019 | 2020 | 2021 | 2022 |